# Lista de prefeitos de Ibirapitanga
Esta é a lista de prefeitos do município de Ibirapitanga, estado brasileiro do Bahia.
| Nº | Nome                                                                  | Imagem                         | Partido                                          | Vice-prefeito e partido                                      | Início do mandato      | Fim do mandato                          | Observações                                        |
| 1  | Raymundo Pereira Mimoso (data desconhecida–)                          |                                | Partido Social Democrático PSD                   | ignorado                                                     | 1° de janeiro de 1963  | 1966                                    | Prefeito eleito em sufrágio universal              |
| 2  | Altamirando Santos "Seu Miro" (data desconhecida–)                    |                                | Aliança Renovadora Nacional ARENA                | ignorado                                                     | 1967                   | 1970                                    | Prefeito eleito durante a ditadura militar de 1964 |
| 3  | Silzuita Silva Mimoso "Sizu" (data desconhecida–)                     |                                | Aliança Renovadora Nacional ARENA                | ignorado                                                     | 1971                   | 1973                                    | Prefeito eleito durante a ditadura militar de 1964 |
| 4  | Agenil Machado da Silva (data desconhecida–)                          |                                | Aliança Renovadora Nacional ARENA                | ignorado                                                     | 1973                   | 1976                                    | Prefeito eleito durante a ditadura militar de 1964 |
| 5  | Edson Ramos de Almeida (data desconhecida–)                           |                                | Aliança Renovadora Nacional ARENA                | ignorado                                                     | 1977                   | 1982                                    | Prefeito eleito durante a ditadura militar de 1964 |
| 6  | Francisco Quinto de Souza Neto "Chiquinho" (data desconhecida–)       |                                | ignorado                                         | ignorado                                                     | 1983                   | 1988                                    | Prefeito eleito em sufrágio universal              |
| 7  | Eraldo Silva Assunção (Camamu, 08.01.1960–)                           |                                | ignorado                                         | ignorado                                                     | 1988                   | 31 de dezembro de 1992                  | Prefeito eleito em sufrágio universal              |
| 8  | Antonio Carlos Passos Santana "Boró" (data desconhecida–)             |                                | ignorado                                         | ignorado                                                     | 1° de janeiro de 1993  | 31 de dezembro de 1996                  | Prefeito eleito em sufrágio universal              |
| 9  | Ruiverson Lemos Barcelos "Russo" (Ibirapitanga, 23.01.1964–)          |                                | Partido Liberal PL                               | ignorado                                                     | 1° de janeiro de 1997  | 31 de dezembro de 2000                  | Prefeito eleito em sufrágio universal              |
| 9  | Ruiverson Lemos Barcelos "Russo" (Ibirapitanga, 23.01.1964–)          | ignorado                       | ignorado                                         | 1° de janeiro de 2001                                        | 31 de dezembro de 2004 | Prefeito reeleito em sufrágio universal |                                                    |
| 10 | Eraldo Silva Assunção (Camamu, 08.01.1960–)                           |                                | Partido da Social Democracia Brasileira PSDB     | Junilson Batista Gomes "Junilson de Boró" (PFL)              | 1° de janeiro de 2005  | 31 de dezembro de 2008                  | Prefeito eleito em sufrágio universal              |
| 11 | Antônio Conceição Almeida "Gude" (Mutuípe, 30.03.1963–)               |                                | Partido Social Liberal PSL                       | Junilson Batista Gomes "Junilson de Boró" (Democratas - DEM) | 1° de janeiro de 2009  | 31 de dezembro de 2012                  | Prefeito eleito em sufrágio universal              |
| 12 | Isravan Lemos Barcelos "Doutor Ravan" (Ilhéus, 20.08.1968–)           |                                | Partido Social Democrático PSD                   | Jean Pereira de Assunção "JE" (PT)                           | 1° de janeiro de 2013  | 31 de dezembro de 2016                  | Prefeito eleito em sufrágio universal              |
| 12 | Isravan Lemos Barcelos "Doutor Ravan" (Ilhéus, 20.08.1968–)           | Partido Social Democrático PSD | Edson Araujo de Abreu "Dinho Mecânico" (PC do B) | 1° de janeiro de 2017                                        | 31 de dezembro de 2020 | Prefeito reeleito em sufrágio universal |                                                    |
| 13 | Junilson Batista Gomes "Junilson de Boró" (Ibirapitanga, 02.04.1969–) |                                | Partido Social Democrático PSD                   | Valdeci Santos de Jesus Almeida "Val de Gude" (PDT)          | 1° de janeiro de 2021  | 31 de dezembro de 2024                  | Prefeito eleito em sufrágio universal              |
|    | Jean Pereira de Assunção "Jé" (Ibirapitanga, 18.09.1972–)             |                                | Avante AVANTE                                    | Valdeci Santos de Jesus Almeida "Val de Gude" (SDD)          | 1° de janeiro de 2025  | Atualidade                              | Prefeito eleito em sufrágio universal              |